# المعهد النموذجي بسوسة
المعهد النموذجي بسوسة هو مؤسسة تونسية للتعليم الثانوي تقع في سهلول قرب وسط المدينة. فتحت أبوابه للمرة الأولى يوم 15 سبتمبر 1989.

## نبذة تاريخية

### تحولاته
انطلق المعهد سنة 1989 في معهد الذكور بسوسة لمدة 14 عاما وانتقل سنة 2003 إلى مقره الجديد والحالي بسهلول.

### تنظيمات المعهد
- 1995-1989:

خلال هذه السنوات الست الأولى للمعهد كان الدخول إليه من خلال التميز في مناظرة الارتقاء إلى السنة الأولى من التعليم الثانوي (7 أساسي حاليا) و في أكثر الأحيان يتحصل التلاميذ المرتقون إليه على معدل يساوي أو يفوق 17 من 20
- 2010-1995:

مع إلغاء مناظرة «السيزيام» في إطار تحديث المنظومة التعليمية التونسية وفي انتظار إقرار مناظرة شهادة ختم التعليم الأساسي، تم قبول التلاميذ في المعهد عن طريق مناظرة في مستوى الثالثة ثانوي (9 أساسي حاليا) و قد بدأ قبول التلاميذ من خلال مناظرة شهادة ختم التعليم الأساسي في سنة 1998
- 2010-الآن

إضافة إلى المرتقين إلى المعاهد النموذجية من خلال امتحان شهادة ختم التعليم الأساسي، بدأ قبول التلاميذ من المدرسة الإعدادية النموذجية بسوسة الذين تحصلوا خلال السنة اتاسعة أساسي على معدل سنوي يساوي أو يفوق 15 من 20
و في 2013 تم إلغاء قبول التلاميذ من المدرسة الإعدادية النموذجية بسوسة الذين تحصلوا خلال السنة اتاسعة أساسي على معدل سنوي يساوي أو يفوق 15 من 20 و تحتم عليهم اجتياز مناظرة شهادة ختم التعليم الأساسي

### مديرو المعهد
تداول على المعهد منذ إنشائه العديد من المديرين كان لكل منهم لمسته الخاصة وإضافته للمعهد
| المدير                  | مدة الإدارة   |
| ----------------------- | ------------- |
| الدريدي                 |               |
| إبراهيم بلقاسم          |               |
| المنصف بوكثير           | 2011-2012     |
| حسين بوهلال             | 2012-2015     |
| نور الدين النوري (مؤقت) | 2015-2016     |
| محمد رمضان              | 2015-         |
| شكري بالقاسم            | 2020 إلى الآن |

## مميزات المعهد

### إشعاعاته
حقق المعهد النموذجي بسوسة منذ إنشائه علاقات خارجية هامة حيث قام بتبادلات ثقافية مع معاهد أجنبية من بلجيكيا و فرنسا...
و لأول مرة، زارت مجموعة من تلاميذ المعهد مصحوبة بأستاذين، خلال الأسبوع الثاني من شهر سبتمبر 2013، العاصمة البلجيكية بروكسيل في إطار التبادلات الثقافية المبرمجة منذ أكثر من 10 سنوات مع أحد معاهد هذه المدينة. و قد سبق أن قامت فرق تلاميذ وأساتذة بلجيكيين من زيارة المعهد النموذجي تقريبا كل عام، خلال السنوات الأخيرة.

### نظامه
يختص المعهد النموذجي سوسة، كسائر المعاهد النموذجية الأخرى، بتوفر نظام نصف الإقامة والإقامة حيث أنه يخول للتلميذ حسب إرادته أن يبقى بالمعهد خلال وقت الغداء بمقابل مالي يدفع كل بداية ثلاثي يشمل وجبة الغداء والبقاء في قاعات المراجعة. و فيما يخص المميزات التعليمية فإن المعهد يختص بتدريس الإعلامية بداية من السنة الأولى ثانوي بينما تبدأ دراستها في المعاهد الأخرى بداية من السنة الثالثة ثانوي. و يتحتم على التلميذ للبقاء في المعهد أن يتحصل على معدل سنوي يساوي أو يفوق 10 من 20 و على معدل حسابي في المواد الأساسية يساوي أو يفوق 12 من 20 و تختلف هذه المواد حسب الشعب والمستويات الدراسية:
| المستوى          | المواد الأساسية                                      |
| ---------------- | ---------------------------------------------------- |
| 1 ثانوي          | العربية و الفرنسية و الرياضيات                       |
| 2 آداب           | العربية و الفرنسية                                   |
| 2 علوم           | الرياضيات و العلوم الفيزيائية و علوم الحياة و الأرض  |
| 3 رياضيات        | الرياضيات و العلوم الفيزيائية                        |
| 3 آداب           | العربية و الفرنسية                                   |
| 3 علوم تجريبية   | العلوم الفيزيائية و علوم الحياة و الأرض              |
| 3 علوم تكنولوجية | العلوم الفيزيائية و الرياضيات و الكهرباء و الميكانيك |

### النتائج
يتميز المعهد النموذجي سوسة بحلوله في المراتب الأولى وطنيا من حيث نسب النجاح في الباكالوريا و التي تساوي 100 بالمائة. أما بالنسبة للتلاميذ فدائما نجد معدلات مرتفعة تفوق 19 من 20 في صفوفهم. و قد تحصل العديد من تلاميذ المعهد على أحسن معدلات وطنية.

## النشاط الثقافي والتلمذي
رغم ضغط الدراسة بالمعهد، حيث لا يخفى على أحد بعض حالات الإرهاق النفسي، تميز تلاميذ المعهد النموذجي سوسة بتألقهم على المستوى الجهوي في الأنشطة الثقافية والجمعياتية التلمذية.

### جمعية قدماء المعهد النموذجي بسوسة
تأسست يوم 3 أفريل 2003 تضم القدماء من تلاميذ المعهد وتختص بربط الصلة بين القدماء والجدد من تلاميذ المعهد من أبرز نشاطاتها اجتماعاتها حول التوجيه الجامعي.

### الهيئة الفنية بالمعهد النموذجي بسوسة
الهيئة الفنية بالمعهد النموذجي بسوسة في 1 مارس 2011 من قبل مجموعة من التلاميذ بمناسبة الثورة التونسية للرقي بالمعهد والمناخ التلمذي السائد به من خلال أنشطة وتظاهرات ثقافية اجتماعية تربوية تطوعية ترفيهية...

### اللّجنة التلمذيّة النقابية بالمعهد النموذجي بسوسة
و هي عبارة عن نقابة تلمذية تم تكوينها خلال السنة الدراسية 2012/2013 كهيكل لتأطير احتجاجات تلاميذ المعهد .

### جمعية أولياء تلامذة المعهد النموذجي بسوسة
تأسست سنة 2012 خلال السنة الدراسية 2013/2012 رئيسها السيد: عمر سلامة. تسعى إلى المساهمة في ضمان الظروف الملائمة للدراسة، تطوير المعهد وتنشيط التلاميذ كنشاط التدريب على الاسعافات الأولية والذي يقام كل سنة.

## وصلات
- المدرسة الإعدادية النموذجية بسوسة
- المعهد النموذجي صفاقس